# Flavonolo-3-O-beta-glucoside O-maloniltransferasi
La flavonolo-3-O-beta-glucoside O-maloniltransferasi è un enzima appartenente alla classe delle transferasi, che catalizza la seguente reazione:
malonil-CoA + flavonolo 3-O-β-D-glucoside ⇄ CoA + flavonolo 3-O-(6-O-malonil-β-D-glucoside)